# 寒丁子
寒丁子（Bouvardia ternifolia；英语：firecracker bush）是寒丁子属下的一种灌木，原产于墨西哥和美国西南部（亚利桑那州、新墨西哥州及得克萨斯州）。
高可达120厘米，叶卵状披针形，开红色喇叭状花，因其花朵颜色鲜艳而成为园艺植物。